# 亞歷山大·麥昆
亞歷山大·麥昆，CBE（1969年3月17日—2010年2月11日），英國服裝設計師。

## 生平
麥昆出生於倫敦劉易舍姆的劉易舍姆大學醫院，父親是當地的計程車司機。麥昆在小時候開始幫他的三個姊妹製作衣服，並在當時決定日後要成為服裝設計師。

### 職業生涯
麥昆在16歲時離開學校，並開始成為薩維爾巷（Savile Row）裁縫服裝店「安德森與謝潑德」（Anderson & Shepherd）的學徒，隨後他到「Gieves & Hawkes」和知名劇場服裝品牌「Angels & Bermans」工作。在薩維爾巷工作期間，麥昆的客戶包括了和查爾斯王子。20歲那年，麥昆為設計師立野浩二工作了一段時間，之後他前往米蘭、義大利，並為設計師羅密歐·紀禮（Romeo Gigli）工作。
麥昆在1994年回到倫敦，並開始在當地最著名的服裝設計學校——聖馬丁藝術與設計學院（Central Saint Martins College of Art and Design）擔任裁縫教師。

### 設計歷史
麥昆早期的服裝作品充滿爭議性，包括取名為「包屁者」（bumsters）的褲子，以及稱做「高原強暴」（Highland Rape）的系列設計，他因此又被稱做「頑童」（enfant terrible）和「英國時尚的叛逆份子」（the hooligan of English fashion）。

### 與紀梵希的合約
亞歷山大·麥昆和紀梵希（Givenchy）在1996年签了一个5年的合同（1996年－2001年），他为紀梵希设计了2季成衣和3季的高级订制。

### 成就
亞歷山大·麥昆是最年輕的「英國時尚獎」（British Fashion Awards）得主，他在1996年至2003年之間共四次贏得「年度最佳英國設計師」（British Designer of the Year）。他曾獲頒英帝國司令勳章（CBE），同時也是時裝設計師協會獎（Council of Fashion Designer Awards）的年度最佳國際設計師（International Designer of the Year）。2000年12月麥昆被古馳集團（Gucci group）收購公司51%的股份，但麥昆仍然是公司的創意總監。集團的擴張計劃包括在倫敦、米蘭和紐約開設店面，並推出麥昆的香水產品「Kingdom」與近期的「My Queen」。在2005年，麥昆和運動品牌彪馬（Puma）合作，推出特別款式的運動鞋產品。

### 個人生活
在2000年夏天，麥昆和24歲的紀錄片導演喬治·弗西斯（George Forsyth）結婚。他們於伊維薩島（Ibiza）舉行婚禮，場地在名模凱特·摩絲（Kate Moss）擁有的一艘遊艇上（摩絲同時擔任伴娘）。

### 逝世
2010年2月11日早上，麥昆被發現倒斃在倫敦寓所內，懷疑是自殺。 麥昆的公司在網頁上公布他逝世的消息，形容事件是「悲劇」，感到非常震驚及悲痛。麥昆逝世約一周前（2月2日），他的母親病逝。

## 紀錄片
2018年，獅門娛樂發行紀錄片電影“McQueen”，講述以麥昆由工人階級的裁縫學徒，變成世界知名的時裝設計師的一生。該片於2018年年底上映。

## 传记
- Bolton, Andrew (2010), Alexander McQueen: Savage Beauty, Metropolitan Museum of Art, ISBN 978-0300169782
- Knox, Kristin (2010), Alexander Mcqueen: Genius of a Generation, A & C Black Publishers Ltd, ISBN 978-1408130766
- Deniau, Anne (2012), Love Looks Not with the Eyes: Thirteen Years with Lee Alexander McQueen, Harry N. Abrams, ISBN 978-1419704482
- Frankel, Susannah; and Waplington, Nick (2013), Alexander McQueen: Working Process, Damiani, ISBN 978-8862082952
- Watt, Judith (2013), Alexander McQueen. Harper Design (27 August 2013), ISBN 978-0062284556, 256 pages.
- Thomas, Dana (2015), Gods and Kings: The Rise and Fall of Alexander McQueen and John Galliano, Penguin Press, ISBN 9781594204944

## 外部連結
- Alexander McQueen官方網站（页面存档备份，存于）
- Alexander McQueen的Instagram帳戶 （页面存档备份，存于）
- Alexander McQueen的Facebook專頁 （页面存档备份，存于）
- Alexander McQueen的YouTube頻道 （页面存档备份，存于）